# Inger Nordlander
Inger Maria Nordlander, född 21 augusti 1938 i Bromma församling i Stockholm, är en svensk politiker (socialdemokrat). Hon var ordinarie riksdagsledamot 2004–2006 (dessförinnan statsrådsersättare 2002–2004), invald för Stockholms kommuns valkrets.
I riksdagen var hon ledamot i skatteutskottet 2002–2004 och kulturutskottet 2005–2006. Hon var även suppleant i kulturutskottet, miljö- och jordbruksutskottet och socialförsäkringsutskottet.
Hon är ekonom.